# ATP Challenger Manzanillo
Das ATP Challenger Manzanillo (offizieller Name: Manzanillo Open) war ein 2024 einmalig stattfindendes Tennisturnier in Manzanillo, Mexiko. Es war Teil der ATP Challenger Tour und wurde im Freien auf Hartplatz ausgetragen.

## Siegerliste

### Einzel
| Jahr | Sieger          | Finalgegner      | Ergebnis |
| ---- | --------------- | ---------------- | -------- |
| 2024 | Mats Rosenkranz | Gonçalo Oliveira | 6:3, 6:4 |

### Doppel
| Jahr | Sieger                   | Finalgegner                    | Ergebnis           |
| ---- | ------------------------ | ------------------------------ | ------------------ |
| 2024 | Cleeve Harper Liam Draxl | Finn Reynolds Benjamin Sigouin | 6:74, 7:5, [12:10] |